# Mandevilla angustifolia
Mandevilla angustifolia är en oleanderväxtart som först beskrevs av Gustaf Oskar Andersson Malme, och fick sitt nu gällande namn av R. E. Woodson. Mandevilla angustifolia ingår i släktet Mandevilla och familjen oleanderväxter. Inga underarter finns listade i Catalogue of Life.